# Харківська округа
Харківська округа — одиниця адміністративного поділу Української СРР, що існувала з квітня 1923 по липень 1930 року. Адміністративний центр — місто Харків.

## Склад округи
Утворена в 1923 році в складі Харківської губернії.
У червні 1925 року губернії в Україні було скасовано й округа перейшла в пряме підпорядкування Українській СРР.
За даними на 1 січня 1926 року округа ділилась на 26 районів: 
- Білоколодязький, Білий Колодязь
- Богодухівський, Богодухів
- Великописарівський, Велика Писарівка
- Валківський, Валки
- Вільшанський, Вільшанка
- Водолазький, Водолага
- Вовчанський,
- Дергачівський,
- Зміївський,
- Золочівський,
- Кириківський,
- Коломацький,
- Колонтаївський,
- Краснокутський,
- Липецький,
- Люботинський, Люботин
- Мерефянський, Мерефа
- Олексіївський,
- Охтирський,
- Печенізький,
- Сіннянський,
- Старовірівський,
- Старосалтівський, Старий Салтів
- Таранівський,
- Харківський,
- Чугуївський.

У середині 1926 року Павлоградську округу було скасовано й її Лозівський район відійшов до Харківської округи.
Округу скасовано в липні 1930 року, як і більшість округ СРСР. Райони передані в пряме підпорядкування Українській СРР.

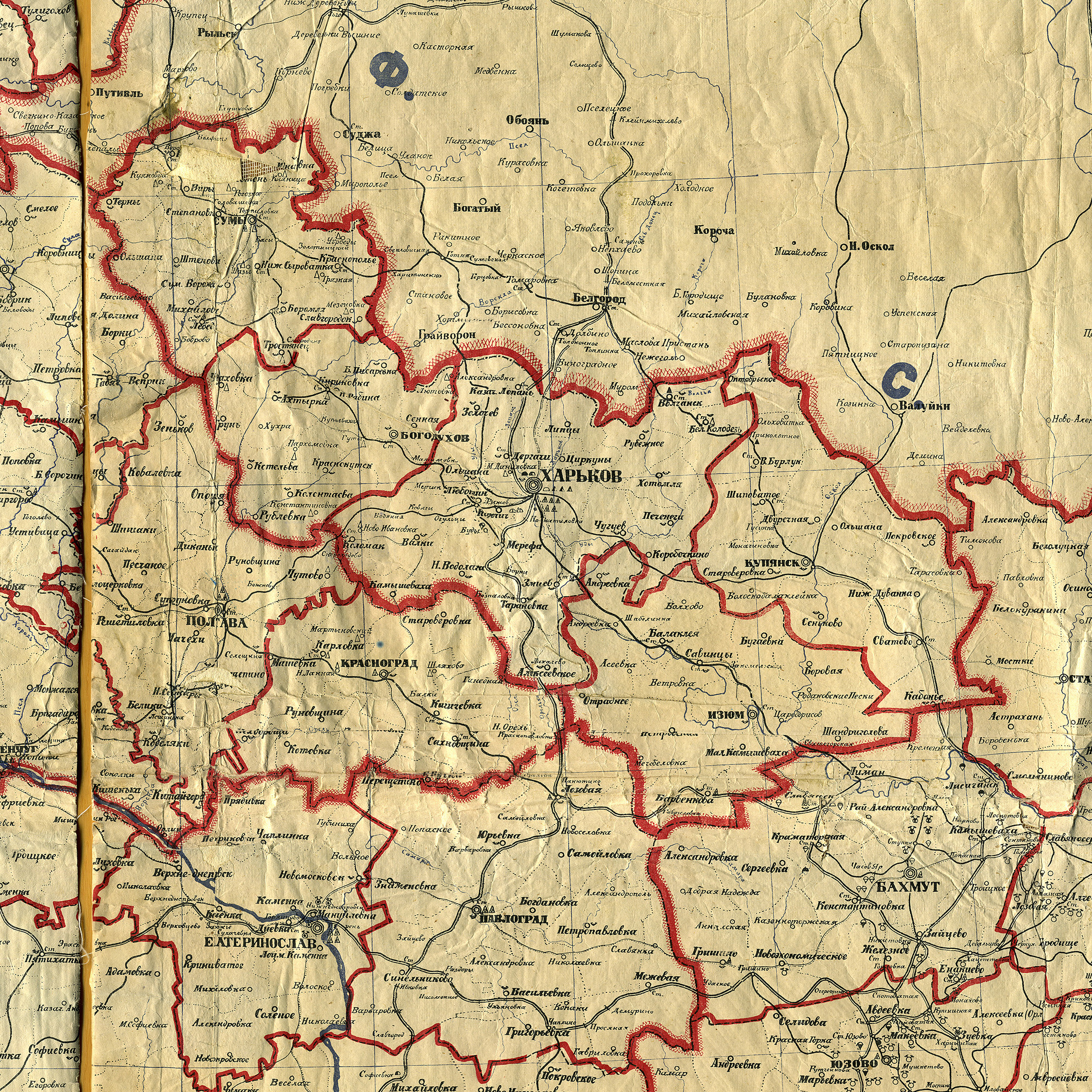
Карта Харківської округи у складі Харківської губернії, 1923
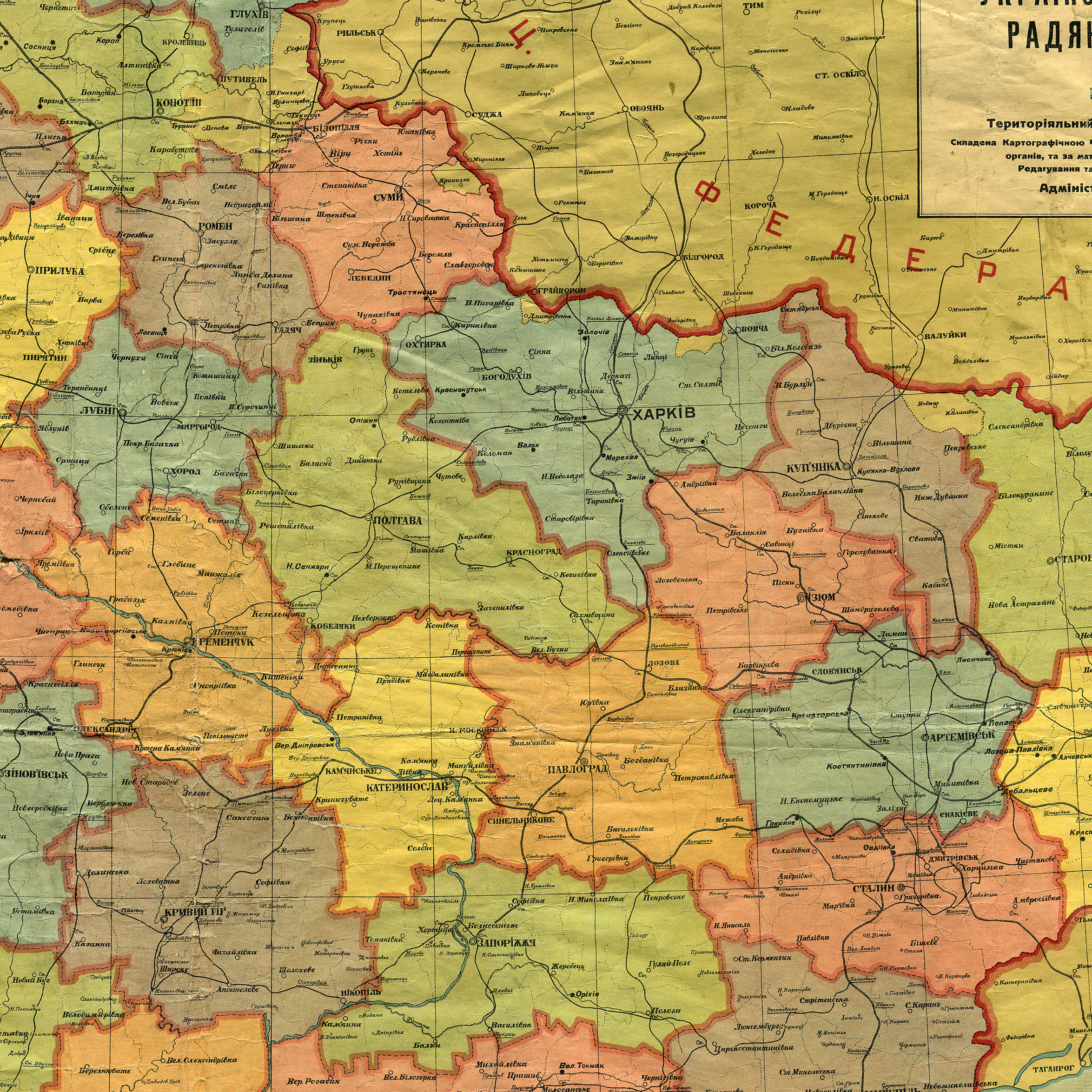
Карта Харківської округи, адміністративні межі станом на 1 жовтня 1925

## Населення
За даними перепису 1926 року чисельність населення становила 1601,4 тис. осіб. У тому числі українці — 70,5%; росіяни — 22,6%; євреї — 5,3%.
|                          | населення | українці | росіяни | євреї | поляки | німці | білоруси |
| ------------------------ | --------- | -------- | ------- | ----- | ------ | ----- | -------- |
| м. Харків                | 415 400   | 38,6     | 37,2    | 19,5  | 1,3    | 0,5   | 0,4      |
| Білоколодязький район    | 30 732    | 97,2     | 2,4     | 0,1   | 0,1    |       | 0,1      |
| Богодухівський район     | 64 664    | 96,8     | 2,3     | 0,4   | 0,1    | 0,1   | 0,1      |
| Валківський район        | 55 167    | 98,7     | 0,9     | 0,1   | 0,1    |       |          |
| Великописарівський район | 40 570    | 56,3     | 43,5    | 0,0   |        |       |          |
| Вільшанський район       | 38 371    | 98,7     | 1,0     | 0,1   | 0,1    |       | 0,1      |
| Вовчанський район        | 55 887    | 79,0     | 20,0    | 0,4   | 0,1    | 0,1   | 0,1      |
| Дергачівський район      | 39 661    | 85,9     | 13,6    | 0,2   | 0,1    |       |          |
| Зміївський район         | 49 004    | 84,5     | 15,0    | 0,1   | 0,1    |       | 0,1      |
| Золочівський район       | 52 874    | 81,4     | 18,2    | 0,1   | 0,1    |       |          |
| Кириківський район       | 37 083    | 59,0     | 40,6    | 0,1   | 0,1    |       | 0,1      |
| Коломанський район       | 39 645    | 98,5     | 1,0     | 0,1   | 0,1    |       | 0,1      |
| Колонтаївський район     | 23 234    | 98,9     | 0,7     | 0,1   |        |       | 0,1      |
| Краснокутський район     | 48 080    | 98,5     | 0,8     |       | 0,1    |       | 0,1      |
| Липецький район          | 31 484    | 60,2     | 39,7    |       |        |       |          |
| Лозівський район         | 60 617    | 87,7     | 7,6     | 2,7   | 0,2    | 1,1   | 0,2      |
| Люботинський район       | 48 634    | 96,4     | 2,7     | 0,1   | 0,2    | 0,1   | 0,1      |
| Мерефянський район       | 32 987    | 89,0     | 9,2     | 0,3   | 0,6    | 0,1   | 0,2      |
| Нововодолазький район    | 49 172    | 99,3     | 0,5     |       |        |       | 0,1      |
| Олексіївський район      | 39 610    | 41,5     | 58,2    |       | 0,1    |       |          |
| Охтирський район         | 61 105    | 97,0     | 1,9     | 0,7   | 0,1    |       | 0,1      |
| Печенізький район        | 45 170    | 95,2     | 4,6     |       |        |       |          |
| Синянський район         | 20 353    | 98,1     | 1,3     | 0,1   |        |       |          |
| Старовірівський район    | 34 315    | 47,3     | 52,4    |       |        |       |          |
| Старосалтівський район   | 32 794    | 71,9     | 27,9    |       |        |       |          |
| Таранівський район       | 27 099    | 70,2     | 29,5    | 0,1   | 0,1    |       |          |
| Харківський район        | 69 972    | 80,4     | 17,1    | 1,2   | 0,4    | 0,2   | 0,2      |
| Чугуївський район        | 57 997    | 27,4     | 71,5    | 0,6   | 0,1    | 0,1   |          |
| Харківська округа        | 1 601 681 | 70,5     | 22,6    | 5,3   | 0,4    | 0,2   | 0,1      |

Рідна мова населення Харківської округи за переписом 1926 року, %
|                          | населення | українська | російська | інша |
| ------------------------ | --------- | ---------- | --------- | ---- |
| м. Харків                | 415 400   | 23,8       | 64,2      | 11,9 |
| Білоколодязький район    | 30 732    | 94,7       | 5,1       | 0,2  |
| Богодухівський район     | 64 664    | 95,9       | 3,4       | 0,7  |
| Валківський район        | 55 167    | 98,2       | 1,5       | 0,4  |
| Великописарівський район | 40 570    | 56,1       | 43,8      | 0,1  |
| Вільшанський район       | 38 371    | 98,3       | 1,3       | 0,4  |
| Вовчанський район        | 55 887    | 74,7       | 24,5      | 0,8  |
| Дергачівський район      | 39 661    | 85,2       | 14,5      | 0,4  |
| Зміївський район         | 49 004    | 82,5       | 17,1      | 0,4  |
| Золочівський район       | 52 874    | 80,7       | 19,1      | 0,3  |
| Кириківський район       | 37 083    | 58,8       | 41,0      | 0,2  |
| Коломанський район       | 39 645    | 96,0       | 3,5       | 0,5  |
| Колонтаївський район     | 23 234    | 98,1       | 1,6       | 0,3  |
| Краснокутський район     | 48 080    | 98,1       | 1,1       | 0,8  |
| Липецький район          | 31 484    | 59,5       | 40,2      | 0,3  |
| Лозівський район         | 60 617    | 82,2       | 14,7      | 3,1  |
| Люботинський район       | 48 634    | 95,4       | 3,8       | 0,8  |
| Мерефянський район       | 32 987    | 87,6       | 11,3      | 1,1  |
| Нововодолазький район    | 49 172    | 98,8       | 0,7       | 0,5  |
| Олексіївський район      | 39 610    | 40,8       | 58,8      | 0,4  |
| Охтирський район         | 61 105    | 94,7       | 4,0       | 1,3  |
| Печенізький район        | 45 170    | 94,8       | 4,9       | 0,3  |
| Синянський район         | 20 353    | 97,8       | 1,7       | 0,5  |
| Старовірівський район    | 34 315    | 47,0       | 52,7      | 0,3  |
| Старосалтівський район   | 32 794    | 71,9       | 27,9      | 0,2  |
| Таранівський район       | 27 099    | 69,7       | 30,0      | 0,2  |
| Харківський район        | 69 972    | 73,7       | 24,6      | 1,7  |
| Чугуївський район        | 57 997    | 20,5       | 78,6      | 0,9  |
| Харківська округа        | 1 601 681 | 65,2       | 31,2      | 3,6  |

## Керівники округи
- Відповідальні секретарі окружного комітету КП(б)У:
  - Кубасов Борис Васильович (.10.1923—1925),
  - Кіркіж Купріян Осипович (.11.1925—.11.1926),
  - Постишев Павло Петрович (.11.1926—1930),
  - Зеленський Тимофій Петрович, в.о. (17.07.1930—.07.1930)
  - Строганов Василь Андрійович (.07.1930—.08.1930).

- Голови окружного виконавчого комітету:
  - Гаврилін Іван Дмитрович (.03.1923—1923),
  - Осипов М. (1923—1924),
  - Єрьомін (1924—1924),
  - Фірсов С.М. (1924—1924),
  - Рум'янцев (1924—1924),
  - Єрьомін (1924—25.04.1925),
  - Гаврилін Іван Дмитрович (25.04.1925—.08.1925),
  - Федотов Костянтин Якович (.08.1925—.12.1925),
  - Гаврилін Іван Дмитрович (.12.1925—4.04.1927),
  - Буздалін Сергій Феоктистович (4.04.1927—10.12.1928),
  - Орловецький Лев Мойсейович (1928),
  - Буценко Панас Іванович (10.12.1928—1929),
  - Неживий Максим Федорович (.09.1929—.07.1930)
  - Сидоров Олександр Андрійович (в.о., .07.1930—.08.1930)